# 로쿠조가와라
로쿠조가와라(일본어: 六条河原, ろくじょうがわら)는 교토시내를 흐르는 가모가와강의 강변에 존재한 처형장이다.

## 역사
예부터 권력자에 반항한 정치범들이 다수 처형되었다. 호겐의 난에서는 미나모토노 다메요시, 다이라노 다다마사이고, 헤이지의 난에서는 미나모토노 요시히라, 후지와라노 노부요리, 겐페이 전쟁에서는 다이라노 요시무네, 혼노지의 변에서는 사이토 도시미쓰, 세키가하라 전투에 있어서는 이시다 미쓰나리, 고니시 유키나가, 안코쿠지 에케이, 오사카 전투에서는 조소카베 모리치카, 도요토미 구니마쓰 등을 비롯 오사카측 잔당등, 저명한 무장과 정치가가 여기에서 최후를 맞았다. 처형된 후에는 어김없이 그들의 머리는 산조오하시의 중심부에 효수되었다.
덧붙여 다이라노 무네모리, 다이라노 기요무네부자는 오미국에서 처형된 후, 로쿠조가와라에서 머리를 효수했다.